# Енан (Горња Саона)
Енан (фр. Aynans) насеље је и општина у источној Француској у региону Франш-Конте, у департману Горња Саона која припада префектури Лир.
По подацима из 2011. године у општини је живело 344 становника, а густина насељености је износила 43,99 становника/km². Општина се простире на површини од 7,82 km². Налази се на средњој надморској висини од 280 метара (максималној 335 m, а минималној 270 m).

## Демографија
| 1962. | 1968. | 1975. | 1982. | 1990. | 1999. | 2011. |
| ----- | ----- | ----- | ----- | ----- | ----- | ----- |
| 347   | 349   | 338   | 314   | 303   | 312   | 344   |

График промене броја становника у току последњих година